# Pollanisus eumetopus
Pollanisus eumetopus là một loài bướm đêm thuộc họ Zygaenidae. It is found dọc theo bờ biển đông bắc Queensland.
Chiều dài cánh trước là 6–7 mm đối với con đực và 5.5-7.5 mm đối với con cái. Có thể có nhiều lứa một năm.
Ấu trùng ăn Pipturus argenteus.